# 미국의 성소수자 청소년 노숙인
많은 연구에서 미국의 노숙인 청소년들 중 상당수가 레즈비언, 게이, 양성애자, 트랜스젠더(LGBT)로 확인되고 있다는 결과를 발표하였다. 연구원들은 이러한 청소년들의 노숙이 쫓겨남, 가출 및 적대감이나 학대의 결과라고 예측했다. 추가로 성소수자 청소년들은 범죄의 희생자가 되거나, 위험한 성적 행동, 약물 사용 장애, 정신건강 등의 문제 등 다른 노숙인보다 특정한 위험에 더 크게 노출되어 있다.

## 수치
자신이 성소수자임을 밝힌 청소년 노숙인에 대한 비율의 추정치는 매우 다양하지만 일반적으로 11%에서 40% 사이에서 형성된다. 더욱 정확한 비율을 구하지 못하는 이유에는 국가적인 연구 부족과 LGBT와 관련되면서 생기는 오명이나 편견 등을 생각한 대답 회피 등이 거론된다. 연구가 진행된 도시에 따라서도 추정치가 달라지기도 한다. 예컨대 2004년 네브래스카 대학교 링컨의 한 연구에서는 로스앤젤레스에서 조사한 표본에 기초한 추정치가 25%에서 40%인 반면, 중서부 중소도시들을 대상으로 한 1999년 연구에서는 청소년 노숙인 중 오직 6%만이 성소수자인 것으로 조사되었다. 해당 연구자들은 큰 도시에 비해 성소수자에 대한 편견이나 반발심이 심한 시골이나 중서부 도시의 위험 때문에 다른 곳으로 이동하거나 성 지향성을 숨기는 등 지리적 요소가 수나 비율에 영향을 미칠 수 있다고 밝혔다. 또한 이러한 차이가 서로 다른 연구의 표본 연령 차이나 추출 방법론의 차이를 반영할 수 있다고 언급했다. 연구자들은 사람들이 유입되는 도시의 청소년 노숙인은 약 20% 가량이 LGBT의 일원이라고 밝혔으며, 그 외의 도시에서는 그 수가 더 낮다고 결론지었다. 마지막으로 2012년 연구에서 법률 전문가인 뉴스래트 벤티밀리아는 노숙을 경험하는 트렌스젠더 청소년 수의 초점을 맞춘 연구가 다른 연구에 비해 덜 진행되었으며, 트랜스젠더지만 게이, 레즈비언이나 양성애자로 인식하지 않는 청소년을 포함하는 연구에는 40%까지 수치가 높아질 수 있다고 언급했다.

## 원인
연구자들은 일반 미국 청소년 노숙인 인구에서 성소수자 청소년들의 비율에 대한 몇 가지 핵심 원인을 제시하였다. 먼저 성소수자 청소년들은 자신의 성적 지향이나 가족간의 갈등으로 인해 가출을 하거나 집에서 쫓겨날 가능성이 이성애자보다 높기 때문에 노숙인이 될 가능성이 높다. 이는 2011년 매사추세츠주의 고등학교 샘플에 대한 조사 연구에서 성소수자 청소년이 성소수자가 아닌 청소년보다 노숙자가 되지 않고 부모와 함께 살 가능성이 더 낮다는 연구 결과가 뒷받침한다. 또한 연구 저자들은 성소수자 청소년들은 노숙인 가족을 형성하기 보다 쫓겨나거나 도망갈 가능서잉 높기 때문에 노숙 비율이 높다고도 말했다. 2008년 한 연구에서는 6개월 이상 노숙을 한 성소수자 청소년이 이성애자 청소년보다 가족으로부터 언어 및 신체적 괴롭힘을 당했다고 언급하는 경우가 더 많았다고 발표하였다. 추가로 성소수자 청소년들은 집에서 경험하는 신체적 또는 성적 학대로 인하여 노숙자가 될 가능성이 더욱 높다. 헤트릭마틴 연구소는 뉴욕의 13-15세 여성 성소수자 노숙인 중 50%가 가족의 교정 강간을 피해 도망쳐 노숙자가 되었다고 밝혔다. 이 두 가지 원인의 배경에는 성소수자 청소년과 관련된 가족간 갈등이 청소년 발달 후기에 상대적으로 늦게 발생하기 때문에 성소수자 청소년이 위탁을 받을 가능성이 다른 청소년들보다 적다는 사실이 존재한다. 위탁된 사람들은 환영받지 못하거나 적대적인 환경에 놓이는데, 뉴욕시 아동 복지 제도에 대한 연구에서는 성소수자 청소년들의 78%가 위탁 가정에서 쫓겨나거나 도망쳤다고 보고하였다. 마지막으로 학교에서 갈등을 경험하는 것들이 청소년 노숙인 중 성소수자의 비율이 많은 것에 영향을 끼친다.

## 이성애자 노숙인과의 비교
많은 연구자들이 성소수자 청소년 노숙인과 이성애자 청소년 노숙인들 사이의 차이를 연구했다.

### 범죄
성소수자라고 밝힌 미국의 청소년 노숙인은 이성애자 청소년 노숙인들보다 범죄의 희생자가 될 가능성이 더 높다. 예를 들어 2002년 시애틀 지역의 청소년 노숙인들에 대한 인터뷰를 토대로 한 연구에서는 성소수자 남성 청소년들이 성소수자가 아닌 남성 청소년들보다 노숙할 때 성적인 범죄를 자주 당한다는 것을 발견했다. 2004년 중서부 8개 도시에 거주하는 청소년 노숙인들을 인터뷰한 연구에서는 노숙을 경험하는 레즈비언 청소년들이 이성애자 여성보다 신체적 피해를 더 많이 보고있는 것으로 밝혀졌다.

### 성행위와 건강
성소수자 청소년 노숙인들은 기본적인 생활을 하기 위해 성매매나 매춘을 할 가능성이 더 높다. 특히 벤티밀리아는 2012년 성과 관련된 산업의 참여도, 노숙, 사회적 지원 부족이 트랜스젠더 여성들 사이에서 특히 높은 수치를 기록한다고 이야기하였다. 미국 남서부에서 약물을 사용하는 노숙인들을 인터뷰한 2008년 연구에서 성과 HIV 위험 사이의 상관관계를 밝혀냈다. 마지막으로 2002년 시애틀 지역에서의 연구에서는 성소수자 청소년들이 이성애자 청소년보다 평생 더 많은 성적 파트너와 관계를 하였으며, 성소수자 청소년이 보호 도구를 사용하지 않은 수가 두 배가 넘었다고 보고하였다.

### 약물
일부 연구에서는 성소수자 노숙인들이 이성애자 청소년보다 약물을 복용할 가능성이 높다고 주장하였다. 2002년 시애틀 지역 연구에서는 6개월 동안 성소수자 청소년들이 대마초, 코카인, 산, 엑스터시와 같은 약물을 이성애자 청소년보다 더 많이 보유하고 있다는 사실을 공개했다. 반면 미국 남서부에서의 연구는 표본에서 이성애자와 LGBT 청소년 사이의 약물 사용에 큰 차이를 발견하지 못하였다.

### 정신 건강
LGBT라고 밝힌 청소년 노숙인들은 LGBT가 아닌 청소년 노숙인들보다 다른 정신 건강 문제 뿐 아니라 우울증 증상을 경험할 가능성이 더 높다. 8개 도시의 LGBT가 아닌 청소년들의 자살 시도율이 29%인 반면 LGBT 청소년의 62%가 자살을 시도한 것으로 나타났으며, 성소수자 청소년 들 중에서도 10대 때 가족들로부터 거부나 부정적인 반응을 받은 적이 있는 청소년은 그렇지 않은 청소년들보다 자살을 시도할 확률이 8.4배 더 높았다. 특히 2004년 미국 중서부 도시 노숙자 청소년들의 인터뷰를 바탕으로 한 연구에서는 레즈비언 청소년이 이성애자 여성보다 외상 후 스트레스 장애, 자살에 관한 아이디어, 시도 등의 징후를 보이는 것으로 나타났으며, 게이, 레즈비언, 이성애자 청소년 사이에서는 레즈비언 청소년들이 정신적 건강 문제 외에도 범죄에 휘말리는 경향이 더 높았다는 결과가 나왔다.

### 보호 시설
성소수자 청소년 노숙인들은 성적 지향 및 성 정체성을 호가인할 수 있는 선택권에 대해 적은 접근률과 더불어 관련 프로그램이나 정책에서 성소수자 청소년의 50%가 신체적인 폭행을 당할 수 있다. 200명 및 그 이상의 청소년을 수용하는 대규모 보호시설에서는 입소문에 관한 문제가 더욱 악화됐다. 또한 청소년 노숙에 관한 프로그램이 종교와 관련되어 있다면 서비스가 거부되거나 성적 지향 전환 치료 시설로 보낼 수도 있다는 연구 결과가 나왔다.

## 대처

### 연방 정책
미국의 연방 정부는 매년 노숙자 지원 프로그램에 42억 달러를 쓰지만, 5% 미만인 1억 9500달러 만이 노숙자 아동과 청소년을 위해 쓰이며, 그 중 일부만이 홀로인 청소년 노숙자에게 할당된다. 미국 정부 기관은 성소수자 청소년이 이성애자 청소년보다 노숙자 발생 위험이 120% 더 높으며, 안 좋은 건강 상태, 착취, 인신매매에 더 취약한 것을 인정했음에도, 성소수자 청소년 노숙인들의 요구를 충족시키거나 보호하기 위해 고안된 연방 정책은 존재하지 않는다.
성소수자 청소년 노숙인들에게 기금을 지원하는 것에 차별에 대한 우려가 존재한다. 연방의 기금은 1974년 처음 시행된 가출및노숙청소년법(RHYA)와 맥키니벤토 노숙자 지원법을 통해 미국의 청소년 노숙인들에 쉼터와 서비스를 제공하는 단체에 할당되는데, 미국 진보 센터에 따르면 성소수자 청소년들을 차별하지 않는 보호소에 연방 기금을 제공해야 한다는 의무는 없다. 이는 동성애 반대나 성전환 반대 정책을 지지하는 보호소에 자금이 조달될 수도 있다는 것을 의미한다. 이는 성소수자 청소년들이 보호소에 가는 것을 거부하거나, 성적 지향 전환 치료를 강제로 받게 할 수 있다.
전문가들은 성소수자 청소년 노숙인들의 구체적인 문제에 대해 정치인들이 안주하고 있다고 주장하였다. 가출 청소년법은 자금이 심각하게 부족하고 노숙을 하는 청소년들에게만 서비스를 제공할 수 있지만, 경영 예산국은 2006년 해당 프로그램을 효과적이라고 평가했다. 연방은 노숙자 출입의 요인을 결정하는 질문, 노숙자의 삶에 끼치는 영향, 노숙자 청소년을 위한 서비스와 주택 지정에 관한 효과적인 방법 등의 연구 및 데이터 격차를 해결하는 데 초점을 맞추었다. 성소수자 청소년 노숙인들의 수가 더 많기 때문에 성소수자 노숙인 청소년 특정 질문과 문제를 해결하는 데 더욱 관심을 가져야 한다고 전문가들은 이야기했다. 채플린 홀은 2018년 관련 연구를 진행해 정책을 만드는 사람들이 활용할 수 있는 방법을 공식화했다.

### 지지
미국 진보 센터와 전국동성애대책위원회를 포함한 많은 개인 및 단체들은 미국 성소수자 청소년들의 노숙에 관한 아래의 제도적 변화를 지지한다.
- 연방 정부의 지원을 받는 기관의 성소수자 청소년 차별 금지 의무화[38][39][40]
- 청소년 노숙인 서비스 제공자를 위한 교육 의무화[40][41]
- 성소수자 청소년을 위한 연방 기관의 차별금지 정책 수립[42]
- 성소수자 자녀를 둔 가정에 상담을 제공하는 프로그램 만들기[43]
- 학교 내 성소수자 집단 따돌림 근절[44]
- 성소수자 청소년 노숙인 관련 연방의 연구 증대[45][46]
- 성소수자 청소년 노숙인을 위한 쉼터 및 프로그램 구축[46][47]
- 청소년 노숙인을 위한 보호소 및 프로그램에서의 성적 지향 식별 지양[48]
- 노숙 쉼터에 거주 상한선 두기[49]
- 성소수자 청소년에 적대적인 청소년 배치 금지[48]
- 대피소 내 개인 샤워시설 설치[50][51]
- 성기가 아닌 자신이 식별하는 성별로 성별 구분[52]
- 복장 규정이 필요한 경우 성 중립적인 규정 필요[53]

### 비영리
성소수자 청소년 노숙인의 특화 서비스 제공을 하는 비영리단체는 미국의 10개 정도이며, 대부분 해안가에 위치하여 있다. 2012년 청소년 노숙인 단체를 대상으로 한 웹 기반 조사에서 응답자의 94%가 지난 1년 동안 성소수자 청소년 노숙인에게 서비스를 제공했다고 밝혔다. 성소수자 청소년 노숙인들을 줄이는 데 걸림돌로 작용하는 보편적인 이유 중 하나는 자금이었다. 성소수자 청소년 노숙인들을 위한 쉼터로는 1997년 노숙하다가 살해된 아프리카계 미국인 트랜스젠더 청소년의 이름을 딴 알리 포니 센터와 루스 엘리스 센터가 있다.

## 같이 보기
- 사회적 배제

### 참고 자료
- Christiani, A., Hudson, A. L., Nyamathi, A., Mutere, M., & Sweat, J. (2008). Attitudes of Homeless and Drug-Using Youth Regarding Barriers and Facilitators in Delivery of Quality and Culturally Sensitive Health Care. Journal of Child & Adolescent Psychiatric Nursing, 21(3), 154–163. doi:10.1111/j.1744-6171.2008.00139.x
- Cochran, B. N., Stewart, A. J., Ginzler, J. A., & Cauce, A. (2002). Challenges Faced by Homeless Sexual Minorities: Comparison of Gay, Lesbian, Bisexual, and Transgender Homeless Adolescents With Their Heterosexual Counterparts. American Journal of  Public Health, 92(5), 773–777.
- Corliss, H. L., Goodenow, C. S., Nichols, L., & Austin, S. (2011). High Burden of Homelessness Among Sexual-Minority Adolescents: Findings From a Representative Massachusetts High School Sample. American Journal of Public Health, 101(9), 1683–1689. doi:10.2105/AJPH.2011.300155
- Durso, L. E., & Gates, G. J. (2012). Serving Our Youth: Findings from a National Survey of Services Providers Working with Lesbian, Gay, Bisexual and Transgender Youth Who Are Homeless or At Risk of Becoming Homeless. The Williams Institute.
- Gangamma, R., Slesnick, N., Toviessi, P., & Serovich, J. (2008). Comparison of HIV Risks among Gay, Lesbian, Bisexual, and Heterosexual Homeless Youth. Journal of Youth & Adolescence, 37(4), 456–464. doi:10.1007/s10964-007-9171-9
- Hunter, E. (2008). What's Good for the Gays is Good for the Gander: Making Homeless Youth Housing Safer for Lesbian, Gay, Bisexual, and Transgender Youth.  Family Court Review, 46(3), 543–557. doi:10.1111/j.1744-1617.2008.00220.x
- Mottet, L., & Ohle, J. M. (2003). Transitioning Our Shelters: A Guide to Making Homeless Shelters Safe for Transgender People. National Gay and Lesbian Task Force.
- Quintana, N. S., Rosenthal, J., & Krehley, J. (2010). On the Streets. Center for American Progress.
- Ray, Nicholas, and Colby Berger. Lesbian, gay, bisexual and transgender youth: An epidemic of homelessness. National Gay and Lesbian Task Force Policy Institute, 2007.
- Rew, L., Whittaker, T. A., Taylor-Seehafer, M. A., & Smith, L. R. (2005). Sexual Health Risks and Protective Resources in Gay, Lesbian, Bisexual, and Heterosexual Homeless Youth. Journal For Specialists In Pediatric Nursing, 10(1), 11–19.
- Van Leeuwen, J. M., Boyle, S., Salomonsen-Sautel, S., Baker, D. N., Garcia, J. T., Hoffman, A., & Hopfer, C. J. (2006). Lesbian, Gay, and Bisexual Homeless Youth: An Eight-City Public Health Perspective. Child Welfare, 85(2), 151–170.
- Ventimiglia, N. (2012). “LGBT Selective Victimization: Unprotected Youth on the Streets.” Journal of Law in Society, 13(2): 439–453.
- Whitbeck, Les B.; Chen, Xiaojin; Hoyt, Dan R.; Tyler, Kimberly; and Johnson, Kurt D., "Mental Disorder, Subsistence Strategies, and Victimization among Gay, Lesbian, and Bisexual Homeless and Runaway Adolescents" (2004). Sociology Department, Faculty Publications. Paper 53.